# دوغان‌تپه (آماسیه)
دوغان‌تپه (به ترکی استانبولی: Doğantepe) یک منطقهٔ مسکونی در ترکیه است که در آماسیه واقع شده‌است. دوغان‌تپه ۱٬۳۱۴ نفر جمعیت دارد.